# Eucalyptol
Eucalyptol là một hợp chất hữu cơ tự nhiên, trong điều kiện nhiệt độ phòng là một chất lỏng không màu. Nó là một ete vòng đồng thời là một monotecpenoit.
Eucalyptol còn được biết đến dưới các tên gọi như 1,8-cineol, 1,8-cineole, limonen oxit, cajeputol, 1,8-epoxy-p-menthan, 1,8-oxido-p-menthan, eucalyptole, 1,3,3-trimethyl-2-oxabicyclo[2,2,2]octan, cineol, cineole.
Năm 1870, F.S. Cloez đã nhận dạng và gán tên gọi eucalyptol cho thành phần chủ đạo của tinh dầu loài bạch đàn Eucalyptus globulus. Dầu bạch đàn, tên gọi tập hợp chung cho các loại tinh dầu từ các loài bạch đàn thuộc chi Eucalyptus, không nên bị nhầm lẫn với hợp chất hóa học eucalyptol.

## Thành phần
Eucalyptol chiếm tới 90% trong tinh dầu của một số loại sản phẩm mang tên gọi chung là dầu bạch đàn, vì thế nó cũng là một trong các tên gọi chung phổ biến của hợp chất này. Eucalyptol được tìm thấy trong long não, nguyệt quế, dầu trà gỗ, ngải cứu, húng quế, ngải, hương thảo, xô thơm và một số loài thực vật với lá có hương thơm khác. Eucalyptol với độ tinh khiết từ 99,6 tới 99,8% có thể thu được với số lượng lớn bằng chưng cất phân đoạn dầu bạch đàn.
Mặc dù có thể được sử dụng theo đường ăn, uống như là một chất tạo hương vị hay như là thành phần trong một số loại thuốc ở liều lượng rất thấp, điển hình đối với nhiều loại tinh dầu (các loại dầu dễ bay hơi), nhưng eucalyptol là có độc khi nuốt phải ở các liều lượng cao hơn thông thường.

## Tính chất
Eucalyptol có mùi giống như long não tươi và có vị hăng, tạo cảm giác mát lạnh. Nó không hòa tan trong nước, nhưng trộn lẫn với ete, etanol và cloroform. Điểm sôi của nó là 176 °C và điểm bắt lửa là 49 °C. Eucalyptol tạo ra các sản phẩm cộng kết tinh với các axit halogen, o-cresol, resorcinol và axit photphoric. Sự hình thành của các sản phẩm cộng này có ích cho việc làm tinh khiết.

## Sử dụng

### Tạo vị và hương
Do có mùi thơm và vị hăng dễ chịu, eucalyptol được sử dụng trong các chất tạo mùi, tạo vị và trong mỹ phẩm. Cineol nguồn gốc tinh dầu bạc hà được sử dụng để tạo hương vị ở mức thấp (0,002%) trong nhiều loại sản phẩm, như các sản phẩm nướng, bánh kẹo, thịt và đồ uống.

### Y học

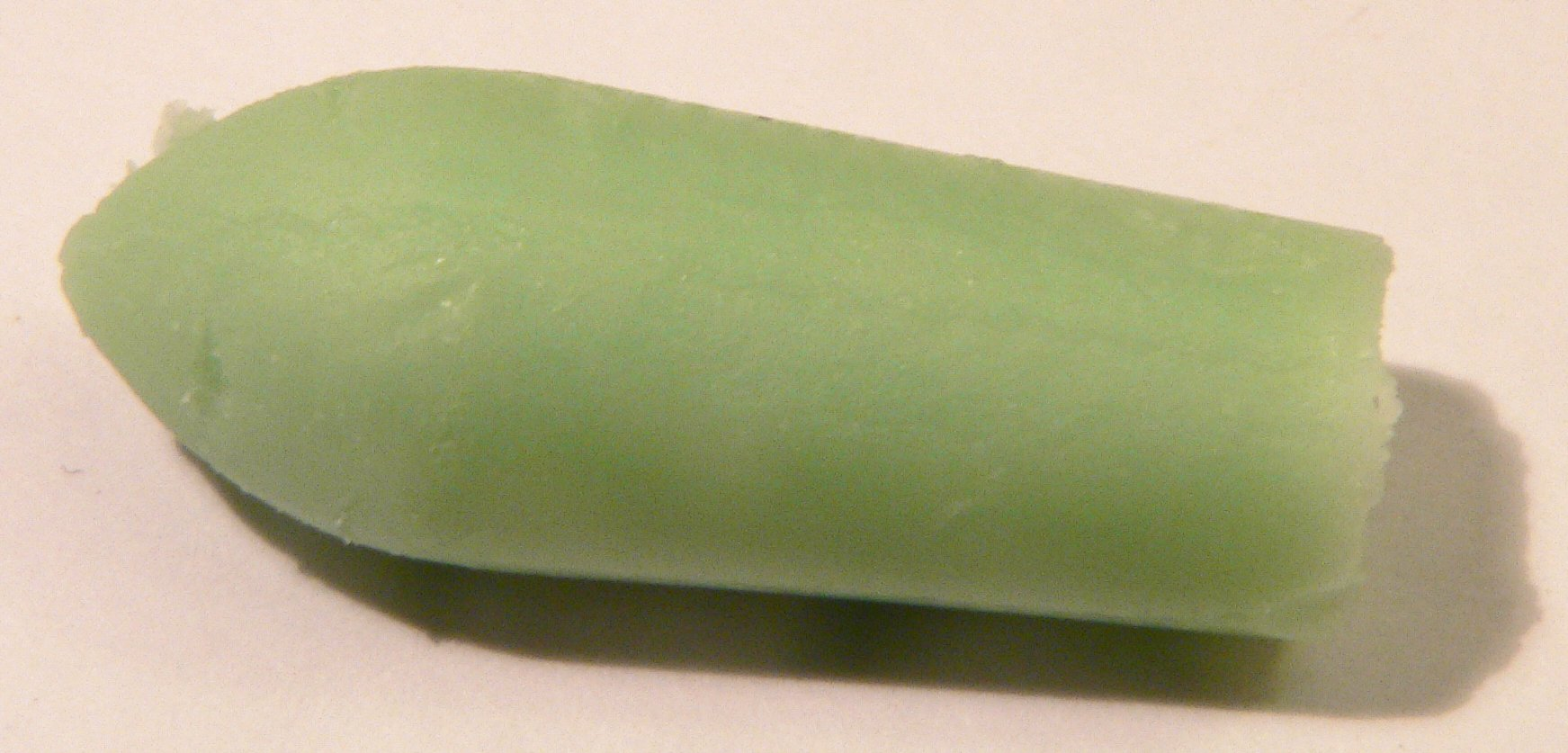
Thuốc đạn chứa Eucalyptol dùng để điều trị một số bệnh đường hô hấp

Eucalyptol là thành phần trong nhiều loại nước súc miệng và thuốc ho.

### Thuốc trừ sâu và xua côn trùng
Eucalyptol được sử dụng như là một thuốc trừ sâu và thuốc xua côn trùng.
Ngược lại, eucalyptol là một trong nhiều hợp chất hấp dẫn các con đực của nhiều loài ong lan (Euglossini), dường như là chúng thu thập hợp chất này để tổng hợp các pheromon; do vậy hợp chất này thường được sử dụng làm mồi nhử để thu hút và thu thập những con ong này cho mục đích nghiên cứu.

## Một số loài thực vật chứa eucalyptol
- Cinnamomum camphora - Long não - 50%[7].
- Eucalyptus cneorifolia
- Eucalyptus dives
- Eucalyptus dumosa
- Eucalyptus globulus[8]
- Eucalyptus goniocalyx
- Eucalyptus horistes
- Eucalyptus kochii
- Eucalyptus leucoxylon
- Eucalyptus oleosa
- Eucalyptus polybractea
- Eucalyptus radiata
- Eucalyptus staigeriana[9].
- Eucalyptus sideroxylon
- Eucalyptus smithii
- Eucalyptus tereticornis
- Eucalyptus viridis
- Turnera diffusa[10]
- Zingiber officinale - Gừng
- Kaempferia galanga - Địa liền - (5,7%)[11].
- Laurus nobilis - Nguyệt quế - 45%
- Melaleuca alternifolia - Trà gỗ - 0–15%
- Umbellularia californica - Nguyệt quế California - 22,0%[12].

## Độc tính học
Ở các liều lượng cao hơn liều thông thường thì eucalyptol là nguy hiểm theo các đường tiếp xúc qua da, đường miệng hay đường hô hấp. Nó có thể gây ra các tác động cấp tính tới sức khỏe liên quan tới hành vi, đường hô hấp và hệ thần kinh. LD50 theo đường miệng là 2.480 mg/kg (chuột cống). Nó cũng được liệt kê như là độc tố sinh sản đối với cả nam và nữ.

## Trích yếu dược điển
- British Pharmacopoeia[13].
- Martindale: The Extra Pharmacopoeia 31[14].